# Lane Sisters

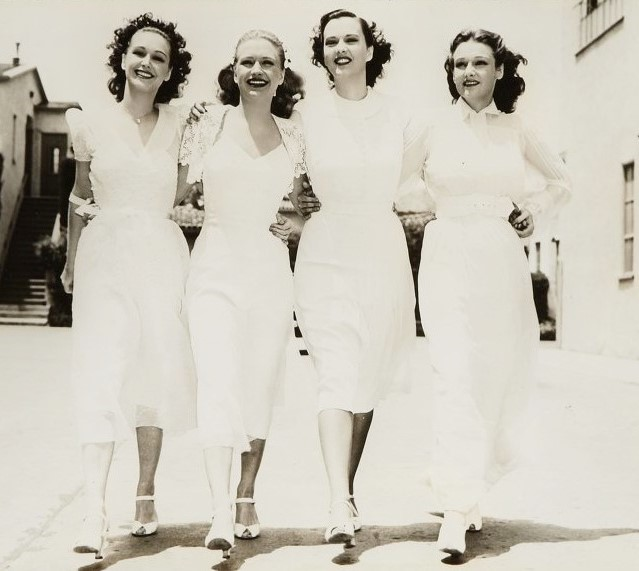
Rosemary e Priscilla Lane, Gale Page e Lola Lane in Warner Bros. Foto pubblicitaria del film del 1938 Four Daughters

Le Sorelle Lane (Lane Sisters) furono un gruppo di sorelle, cantanti e attrici americane. Erano Leota Lane (25 ottobre 1903 – 25 luglio 1963), Lola Lane (21 maggio 1906 – 22 giugno 1981), Rosemary Lane (4 aprile 1913 – 25 novembre 1974) e Priscilla Lane (12 giugno 1915 – 4 aprile 1995).
Lola, Rosemary e Priscilla recitarono insieme a Gale Page in quattro film: Quattro figlie (1938), Profughi dell'amore (1939), Four Wives (1939) e Four Mothers (1941). Leota non ebbe lo stesso successo delle sorelle e lasciò Hollywood per New York prima dell'affermazione delle sorelle.

## Sorelle
| Nome           | Nome originale     | Data di nascita | Luogo di nascita | Data del decesso ed età   | Luogo del decesso         | Attiva / o | Coniugi |
| Leota Lane     | Leotabel Mullican  | 25 ottobre 1903 | Macy (Indiana)   | 25 luglio 1963, 59 anni   | Glendale (California)     | 1931–1939  | Michel D. Picard (1928-1930) Edward Joseph Pitts (1941-19??) Jerome Day (19??-1963; her death)                                             |
| Lola Lane      | Dorothy Mullican   | 21 maggio 1906  | Macy (Indiana)   | 22 giugno 1981, 75 anni   | Santa Barbara, California | 1929–1946  | Henry Clay Dunham Lew Ayres (1931–1933) Alexander Hall (1934–1936) Roland West (1940–1952; his death) Robert Hanlon (1955–1981; her death) |
| Rosemary Lane  | Rosemary Mullican  | 4 aprile 1913   | Indianola (Iowa) | 25 novembre 1974, 61 anni | Los Angeles, California   | 1937–1945  | Bud Westmore (1941–1954) |
| Priscilla Lane | Priscilla Mullican | 12 giugno 1915  | Indianola (Iowa) | 4 aprile 1995, 79 anni    | Andover, Massachusetts    | 1937–1948  | Oren W. Haglund (1939) Joseph A. Howard (1942–1976, anno di decesso)                                                                       |

## Inizi
Le quattro sorelle, Leotabel (Leota), Dorothy (Lola), Rosemary e Priscilla, provenivano da una famiglia di cinque figlie del Dr. Lorenzo A. Mullican e di sua moglie, Cora Bell Hicks.  (L'altra figlia, Marta, non entrò nell'attività dello spettacolo). Le prime tre nacquero a Macy, nell'Indiana, ma la famiglia si trasferì nel 1907 ad Indianola, nello Iowa, una piccola città universitaria a sud di Des Moines nello Iowa. Qui il Dr. Mullican faceva il dentista. I Mullican possedevano un'ampia casa con 22 stanze, alcune delle quali affittavano a studenti del vicino Simpson College.
Prima di sposarsi Cora Bell Hicks era stata una reporter per il giornale locale di Macy ed aveva in origine nutrito ambizioni di attrice, che tuttavia furono frustrate dalla severa fede religiosa dei suoi genitori metodisti che disapprovavano ogni forma di pubblico intrattenimento. Cora Mullican incoraggiò le sue figlie a cantare e suonare strumenti musicali. A tutte le ragazze piaceva molto la musica, e in diversi periodi studiarono musica presso le scuole serali del Simpson College di Indianola. Dorothy suonava il piano già a dodici anni di età per una casa cinematografica di film muti.

## Carriera
Leota fu la prima a lasciare la casa per intraprendere una carriera musicale a New York verso la metà degli anni 1920. Nel 1928, Dorothy (più tardi Lola) seguì Leota a New York. Le ragazze condividevano un appartamento e fecero esperienza di teatro. Infine ottennero parti in uno spettacolo di Gus Edwards, Greenwich Village Follies. Fu Edwards a cambiare il loro cognome in Lane e quindi Dorothy divenne Lola Lane. Marta, nel frattempo, se ne andò con un professore del college e si trasferì a Des Moines; lei non aveva interesse allo spettacolo: ebbe un figlio, successivamente divorziò e divenne una segretaria medica.

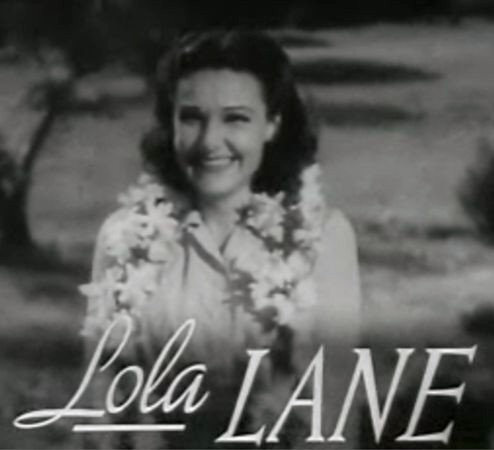

Leota e Lola debuttarono a Broadway verso la fine degli anni '20, Lola nel 1928, come Sally Moss in The War Song, che iniziò a Broadway il 24 agosto 1928 al Nederlander Theatre (allora noto come National Theatre) e Leota nel 1929 nel ruolo di Contrary Mary in Babes in Toyland, che esordì il 23 dicembre 1929 al New Century Theatre. Le recite di The War Song durarono quattro mesi e Lola andò a Hollywood, dove fece il suo esordio interpretando Alice Woods a fianco di Paul Page nel dramma Speakeasy (1929). Fece presto ancora squadra con Page nel film The Girl from Havana (1929) nella parte di Joan Anders. Nel frattempo Babes in Toyland chiuse dopo solo trentadue spettacoli. Leota seguì la sorella a Hollywood, dove fece la sua comparsa sullo schermo in un breve film-commedia Three Hollywood Girls (1931), diretto da Roscoe Fatty Arbuckle, ma presto tornò a New York.
Rosemary e Priscilla andavano a Des Moines ogni weekend per studiare danza con Rose Lorenz. Le giovani fecero la loro prima comparsa professionale il 30 settembre 1930 al Des Moines' Paramount Theater. Rosemary, allora 17enne, e Priscilla, 15enne, si esibirono sul palcoscenico come parte dello spettacolo accompagnando il rilascio della pellicola hollywoodiana di Lola, Good News. Rosemary, membro della National Honor Society, diplomatasi presso la Indianola High nel 1931 e il Simpson College per un breve tempo, giocando a pallacanestro nella squadra delle matricole.
Diplomatasi nella high school, a Priscilla fu consentito di recarsi a New York per andare a trovare Leota, che stava partecipando a una rivista musicale a Manhattan. Priscilla decise di iscriversi alla vicina Fagen School of Dramatics e Leota ne pagò la retta. Fu allora che l'agente Al Altman vide Priscilla, a quel tempo 16enne, recitare in alcuni spettacoli alla Fagen's school e la invitò a un provino per la MGM. Priscilla scrisse a un amico di Indianola:
"Leota mi accompagnò in una specie di teatro in un grattacielo di New York, ove anche altri si stavano esibendo. Una di loro era una ragazza strana, con i capelli tirati indietro in una specie di chignon. Mi fu detto che si chiamava Catherine [sic] Hepburn. Non molto carina, pensai io, ma Mr. Altman mi disse che aveva qualcosa di particolare. Anche Margaret Sullavan, l'attrice di Broadway, si trovava colà!"
In una lettera di risposta si diceva che il suo provino non era stato considerato valido. Né Hepburn né Sullavan furono approvate e nessuna delle due ricevette un contratto dalla MGM a quel tempo.

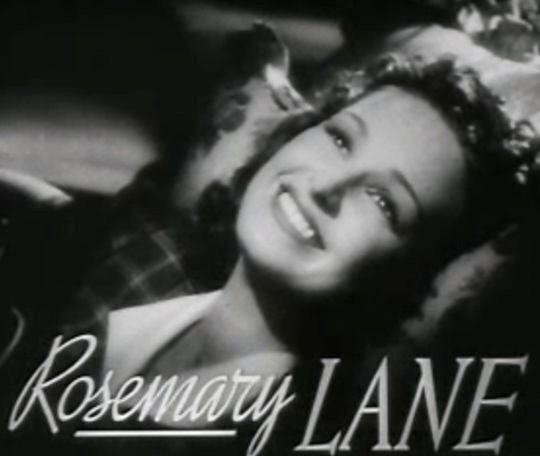

Nel frattempo, Cora aveva lasciato il marito e nel 1932, accompagnata da Rosemary, giunse a New York. Cora immediatamente si mise al lavoro spingendo le sue due giovani figlie a sostenere delle audizioni per varie prospettive di produzioni a Broadway, senza successo. Fu mentre le giovani donne stavano provando dei numeri presso un ufficio pubblico di musica che Fred Waring, un direttore d'orchestra le udì armonizzare. Egli le trovò interessanti e individualmente talentuose. All'inizio del 1933, con l'approvazione di Cora, sottoscrissero un contratto con Waring. Cora funse da chaperon per Rosemary e Priscilla, che a quel momento adottarono il cognome di Lane.
Fred Waring non solo viaggiava con la sua orchestra, nota come "The Pennsylvanians", ma teneva anche uno spettacolo settimanale alla radio. Priscilla presto divenne nota come la commediante del gruppo. Rosemary cantava le ballate mentre Priscilla eseguiva i numeri di swing e faceva delle battute con Waring e con diversi ospiti. Il Dr. Mullican iniziò un procedimento di divorzio dalla propria moglie sulla base di abbandono del tetto coniugale e il divorzio fu concesso nel 1933.
Rosemary e Priscilla rimasero con Fred Waring per almeno cinque anni. Nel 1937, Waring fu ingaggiato dalla Warner Bros. a Hollywood per comparire con tutta la sua band nel Varsity Show, un programma musicale condotto da Dick Powell. Rosemary e Priscilla furono sottoposte a un provino ed ebbero ciascuna un ruolo nel film. Rosemary condivise i passaggi romantici con Powell, mentre Priscilla interpretava una spiritosa ragazza del college.
Sebbene Lola fosse stata a Hollywood fin dal 1929, si era ritirata due volte dallo schermo per sposarsi. Ora era ritornata. Fu la seconda protagonista di Bette Davis nel melodramma, Marked Woman, ed ebbe l'approvazione della critica: Lola interpretava la parte di Gaby, una dura costosa "hostess". Warners stipulò con lei un contratto nel 1937 e i suoi aspetti erano conformi agli spigolosi ruoli che lei ebbe con la Warners.

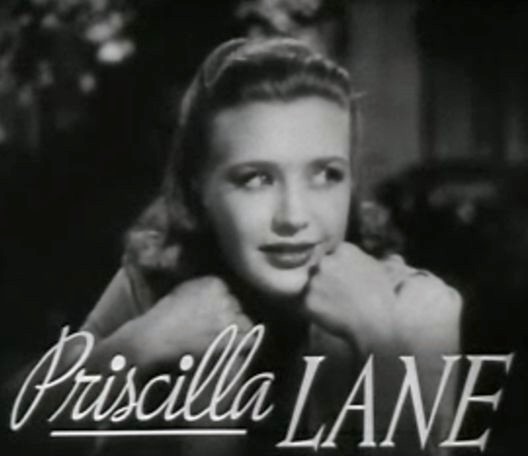

I contratti stipulati da Rosemary e Priscilla con la Warner prevedevano una durata di sette anni. Il primo film di Priscilla dopo Varsity Show fu Men are Such Fools, nel quale ella interpretò una parte in opposizione a Wayne Morris.
Questo film fu seguito da Love Honor and Behave, un'altra commedia romantica leggera, ancora con Morris, e Cowboy From Brooklyn, sempre con Dick Powell.
Il dipartimento della pubblicità dello studio propose che Priscilla e Morris fossero visti insieme per la città; essi si piacevano e furono fidanzati per un periodo; comunque Priscilla più tardi affermò che non vi era stato nulla di serio fra loro. Il primo film di Rosemary dopo Varsity Show fu il musicale Hollywood Hotel, nel quale ella ebbe come partner la sorella Lola e l'ex coprotagonista Dick Powell, prima di recitare in Gold Diggers in Paris, avendo come antagonista Rudy Vallee.
Priscilla ebbe poi il ruolo di prima attrice in Brother Rat, che fu un grande successo a Broadway. Ancora lei recitò con Wayne Morris, sua controparte, e nel cast vi furono vari volti nuovi, quali Ronald Reagan, Jane Wyman, Jane Bryan ed Eddie Albert. Il film fu distribuito nell'ottobre 1938 e fu un grande successo per tutti i giovani attori. In quel periodo di successi professionali, le sorelle furono informate che il Dr. Mullican era deceduto nello Iowa.
La Warner Bros. aveva acquistato una storia da Fannie Hurst dal titolo Sister Act e pensò di portarla sulle scene con Errol Flynn quale protagonista insieme a quattro attrici. Flynn tuttavia non poté parteciparvi poiché già impegnato a girare  La leggenda di Robin Hood. Il copione di Sister Act fu quindi riscritto per porre maggior enfasi sulle quattro attrici. Fu proposto a Bette Davis il ruolo principale ma lei rifiutò.
Lola, sempre intraprendente, avvicinò Jack L. Warner con la proposta di girare il film con lei e le sue sorelle come protagoniste. Warner acconsentì, e a Leota fu proposto da New York una prova nella parte di Emma, ma si dimostrò inadatta.
Lo studio sostituì Gale Page, un giovane contrattista come le quattro giovani. L'attrice sarebbe stata definita per il resto della sua vita come la quarta Lane. Quando il film, ora intitolato Four Daughters fu pubblicato il 24 settembre 1938, si rivelò un grosso successo e ricevette la candidatura a quattro Academy Awards, compreso quello di miglior film. Ad esso seguirono due sequel, Four Wives nel 1939 e Four Mothers nel 1941, ancora con la partecipazione delle Lane e di Gale Page. Leota interpretò Emma nella versione Lux Radio Theater del film in onda la sera del 18 dicembre 1939. A New York, Leota aveva completato il suo grado di Bachelor of science in Musica alla Juilliard School nel maggio 1939.

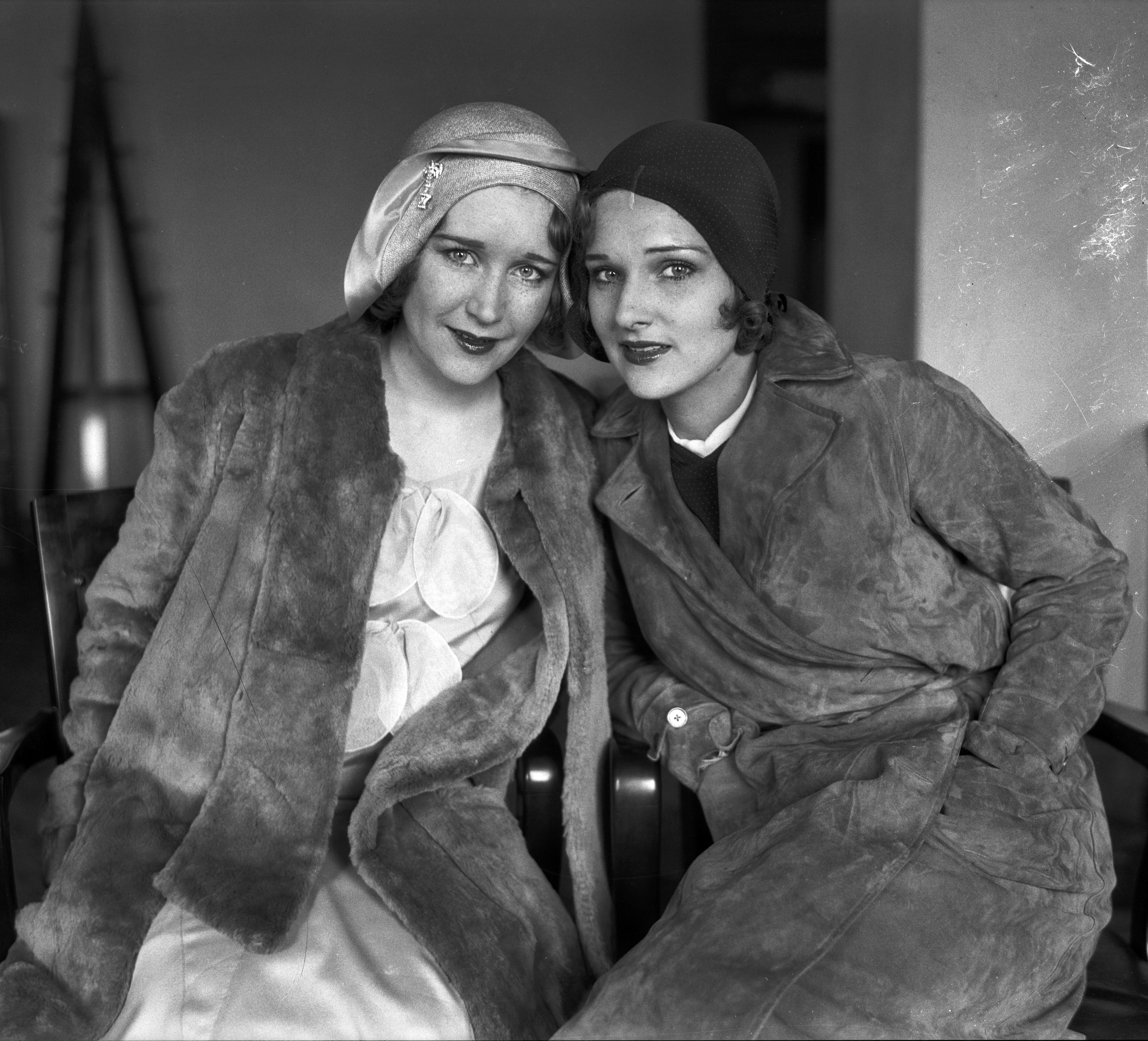
Leota (a sinistra) con Lola, 1930

Il successivo incarico di Priscilla fu Yes, My Darling Daughter, adattata da uno spettacolo di successo. La vicenda riguardava una giovane, figlia di una femminista e allo stesso tempo una suffragetta, che decide di trascorrere un weekend da sola con il suo fidanzato, interpretato da Jeffrey Lynn.
La premessa di un film nel quale una coppia non sposata e da sola passa un fine settimana insieme fu energicamente criticata e il film fu bandito in alcune zone degli Stati Uniti.
La pubblicità, comunque, stimolò la pubblica curiosità, e il film divenne un successo di botteghino. Priscilla ricevette apprezzamenti per la sua vivace performance, come anche Lynn nella parte del boy friend. Il cast principale comprendeva Roland Young, Fay Bainter, May Robson, Genevieve Tobin e Ian Hunter.
Dopo il completamento di questo film la Warners inviò Priscilla, Rosemary, Errol Flynn e Ann Sheridan, tra gli altri, a un viaggio di personale comparsa in concomitanza con la distribuzione del primo film western di Errol Flynn, Dodge City. Priscilla apprezzò l'esperienza e l'opportunità di viaggiare attraverso il paese. Ritornando a Hollywood, un'altra storia fu preparata per adeguarsi alle quattro giovani attrici, Daughters Courageous, cui prese parte anche John Garfield, che aveva partecipato sia a Four Daughters sia a Four Wives. Sebbene la storia fosse diversa, anche essa riguardava le vite e gli amori di quattro sorelle e si dimostrò un altro successo di pubblico.
Priscilla fu nuovamente nel cast con John Garfield in Dust Be My Destiny, un melodramma sulla vita carceraria, dove lei interpretava la simpatica figliastra di un brutale capocarceriere, interpretato da Stanley Ridges, dove lei s'innamora del carcerato (per altro innocente) interpretato da Garfield. Il finale originale del film prevedeva che i due giovani fuggitivi morissero nella loro fuga dalla giustizia. La reazione dei primi spettatori fu così negativa che lo studio ritirò il film e riscrisse il finale con un lieto fine. Variety scrisse: 
(Variety)
Rosemary Lane interpretò insieme a Garfield Blackwell's Island (1939), che tuttavia non ebbe successo.
Priscilla sostenne un'interpretazione da protagonista nel suo successivo film, The Roaring Twenties e fu citata sopra il titolo insieme a James Cagney. In un ampio successo di botteghino, Priscilla interpreta una cantante di night club che sposa l'avvocato Jeffrey Lynn, ma è concupita dal gangster Cagney. Canta 
"It Had to Be You", "Melancholy Baby" e "I'm Just Wild About Harry".
A questo punto, Priscilla guadagnava $750 alla settimana, un salario fantastico per il periodo della Grande depressione, che sconvolse l'economia mondiale alla fine degli anni venti, con forti ripercussioni anche durante i primi anni del decennio successivo, ma basso paragonato agli emolumenti di altre star. Chiese un aumento. Percepì che la trama del successivo film propostole, Money and the Woman era sordido e si rifiutò di prendervi parte: il suo agente spiegò: "Il ruolo non è di quelli che si dovrebbe chiedere a una [attrice]". Ella fu rimpiazzata da Brenda Marshall.
A Priscilla fu quindi richiesto di interpretare la protagonista di My Love Came Back, una storia romantica che riguardava una violinista. Nuovamente, Priscilla rifiutò la parte, così un furioso Jack Warner la sospese. Olivia de Havilland, sebbene egualmente riluttante a partecipare al film, infine accettò.

### Successiva carriera e ritiro finale
Lola continuò la sua carriera negli anni 1940 con la sua persona di ragazza tosta in drammi quali Convicted Woman (1940), Gangs of Chicago (1940), Mystery Ship (1941), Miss V from Moscow (1942) e Lost Canyon (1942), sebbene lei desiderasse disperatamente liberarsi di quel cliché. Si ritirò all'età di quarant'anni, nel 1946. I suoi ultimi tre film – Why Girls Leave Home (1945) nella parte di Irene Mitchell, Deadline at Dawn (1946) interpretando Edna Bartell, e They Made Me a Killer (1946) come Betty Ford – la ebbero in ruoli principali.
Rosemary negli anni 1940 ottenne buone recensioni per The Boys from Syracuse, basato sul successo a Broadway di Rodgers and Hart del 1938. L'anno successivo fece un inusuale spostamento, per un'attrice di quel periodo come lei, diventando una stella di Broadway nel musical Best Foot Forward, nella parte di Gale Joy, che aprì a Broadway al Ethel Barrymore Theatre il 1º ottobre 1941 e terminò dopo 326 spettacoli il 4 luglio 1942. Perse il successivo ruolo cinematografico in favore di Lucille Ball. I buoni ruoli cinematografici diminuirono e Rosemary terminò la sua carriera nel cinema nel 1945 con Sing Me a Song of Texas, nella parte della cantante di night club Laurie Lang, la nipote di un ricco ranchero texano. Iniziò quindi una carriera da immobiliarista in un ufficio di Pacific Palisades (Los Angeles, California).
Ottenuto un aumento, Priscilla tornò al lavoro, ma i film che le assegnavano non erano migliori di quelli che lei aveva rifiutato. Brother Rat and a Baby fu inferiore e Three Cheers for the Irish le diede poco da fare.
La rivista britannica Picturegoer, che era sempre stata una sostenitrice delle Lane Sisters, sostenne che c'era qualcosa che non andava riguardo a Priscilla Lane. Nel suo numero del 15 giugno 1940, si chiedeva come mai "Priscilla stesse ancora bussando alla porta della celebrità".
Pareva che la Warner Bros. la volesse utilizzare come spalla per attori quali John Garfield e James Cagney.  Picturegoer proseguì nel sostenere che Priscilla avesse un grande fascino e benché non fosse realmente una grande attrice drammatica, meritava comunque ruoli migliori e più importanti di quelli che le affidavano. La medesima rivista, due anni dopo, il 22 agosto 1942, riferendosi al suo articolo del 1940 espresse ancora una volta il proprio disappunto per il trattamento che la Warners riservava all'attrice. In effetti essi non erano ancora al corrente che lei aveva già lasciato lo studio.
Il 28 aprile 1941, comparve al Lux Radio Theater con George Brent e Gail Patrick in Wife, Husband and Friend. Alla Warner Bros. Recitò in una parte come antagonista di Ronald Reagan in una commedia leggera, Million Dollar Baby e come una cantante di night club in Blues in the Night.
Frank Capra la volle come antagonista di Cary Grant in Arsenico e vecchi merletti. Il film della commedia fu completato all'inizio del 1942, ma non fu portato al pubblico fino al 1944, trattenuto per clausola contrattuale di non distribuirlo fino a quando la relativa rappresentazione teatrale a Broadway non fosse terminata. Fu l'ultimo film di Priscilla con la Warner. Al suo contratto fu posto termine per comune accordo dopo cinque anni.
Da quel momento agì come libera professionista, sottoscrivendo un contratto per un solo film con la Universal Studios quando recitò con Robert Cummings nel film di Alfred Hitchcock, Sabotatori del 1942. Il regista non voleva o Cummings o Priscilla nel film. Nel caso di Priscilla, Hitchcock la vedeva troppo come la ragazza dell'uscio accanto. La Universal insistette che loro fossero i protagonisti e quando il film fu posto in circolazione, la recitazione di Priscilla fu apprezzata mentre alcune critiche furono mosse a Hitchcock per aver tratto troppo da suoi precedenti film in questo dramma spionistico del tempo di guerra.
Priscilla ebbe scritture per due ulteriori film. Il primo fu Silver Queens per il produttore Harry Sherman, nel quale lei ebbe come co-interprete George Brent e interpretò la parte della proprietaria di una casa da gioco a San Francisco negli anni 1870. L'altro film fu una commedia di Jack Benny, The Meanest Man in the World, distribuito da gennaio 1943. Priscilla quindi si ritirò dal cinema. Per la durata della guerra, ella seguì il marito attraverso gli Stati Uniti poiché egli veniva spostato da una base militare all'altra. Lei fu generosa con i suoi talenti e spesso recitava in spettacoli di campo.
Leota, mentre sposò Pitts, si arruolò nel Women's Army Corps, prestando servizio in aeronautica nel marzo 1944. Suo marito era dirigente di un'azienda aeronautica a 
Los Angeles.
Quando risiedeva a Van Nuys, a Priscilla fu offerto, e lei accettò, il ruolo di protagonista in Fun on a Weekend per il produttore–regista Andrew Stone, co-starring Eddie Bracken. Quando il film fu pubblicato nel 1947, Variety commentò: "Miss Lane, chi è stato assente dai film per qualche tempo, fornisce una performance abbastanza buona che dovrebbe assicurarle lavoro in più film." Comunque, Priscilla tornò alla sua vita privata. Ancora una volta lei e il marito si trasferirono, questa volta a Studio City, Los Angeles, California.
In 1948, Priscilla accettò l'offerta di protagonista con Lawrence Tierney quale antagonista in un film noir, Bodyguard, interpretando la parte di Doris Brewster. Durante un'intervista con un corrispondente di Hollywood, affermò:
(EN)  . Bodyguard fu il suo ultimo film. Un previsto contratto con la RKO Studios non ebbe luogo.
Nel gennaio 1951, Cora Mullican morì nella casa di sua figlia nella Valle di San Fernando. Priscilla tornò all'attività dello spettacolo per breve tempo nel 1958 con un proprio spettacolo su una stazione televisiva locale che trasmetteva da Boston. Con il titolo The Priscilla Lane Show, lei parlava e intervistava celebrità in visita alla zona. Priscilla gradì molto l'esperienza televisiva, ma le esigenze della famiglia erano prevalenti e lei smise dopo un anno.

## Vita privata
- Leota si sposò tre volte. Sposò il suo primo marito, Mischel D. Picard, nel 1928[5] e il secondo, Edward Joseph Pitts, nel 1941. Il suo terzo marito fu Jerome Day, e la coppia rimase unita fino al decesso di lei, nel 1963.
- Lola si sposò cinque volte: la prima con l'attore Lew Ayres nel settembre 1931 ma nel gennaio 1933 i due divorziarono. Nel 1934 sposò il regista Alexander Hall, dal quale divorziò nel dicembre 1936. Il suo successivo matrimonio avvenne nel gennaio 1941 con Henry Clay Dunham.[6][7][8] Essi divorziarono nell'ottobre 1945.[9][10] Lei si risposò ancora nel 1946 con Roland West.[11] West era un produttore, regista e sceneggiatore ed era sospettato di aver ucciso nel 1935 la sua amica attrice Thelma Todd; nonostante il sospetto, non fu mai arrestato. West e Lola rimasero sposati fino alla morte di lui, avvenuta il 31 marzo 1952 per un attacco cardiaco. Lola sposò quindi Robert Hanlon tre anni dopo, nel 1955; essi rimasero sposati fino alla morte di lei avvenuta 26 anni dopo. Hanlon morì nel 1988.
- Rosemary sposò George H. "Bud" Westmore, un truccatore di Hollywood il 28 dicembre 1941. Il matrimonio durò 13 anni e ne nacque una figlia. Rosemary fece causa a Westmore chiedendo gli alimenti a novembre 1952, sostenendo che se ne era andato quattro mesi prima. Frank Westmore, nel suo libro The Westmores of Hollywood, scrive che Lane e Westmore "erano stati molto felici, o così ognuno pensava, compresa Rosemary." La coppia si separò con un complicato divorzio nel 1954.
- Priscilla si sposò due volte. Sposò l'assistente regista e sceneggiatore Oren W. Haglund il 14 gennaio 1939, ma il matrimonio durò un giorno solo: la coppia si sciolse il giorno dopo. Sposò poi Joseph Howard, un tenente dell'aeronautica militare, il 22 maggio 1942. La coppia ebbe quattro figli e rimase unita fino al decesso di Howard all'età di 60 anni, nel 1976.

## Decessi
- Leota morì a seguito di un intervento a cuore aperto il 25 luglio 1963 a Glendale, in California, all'età di 59 anni.
- Lola morì per una malattia vascolare il 22 giugno 1981 a Santa Barbara, in California, all'età di 75 anni.
- Rosemary morì il 25 novembre 1974, al Motion Picture Country Hospital in Woodland Hills (California), all'età di 61 anni, a causa di un'emorragia cerebrale, conseguenza del diabete e di un'ostruzione polmonare cronica. Il servizio funebre ebbe luogo a Santa Monica. Per motivi ignoti Rosemary fu sepolta in una tomba priva di nome al Forest Lawn Cemetery di Glendale.[12] Una lapide fu finalmente posta il 14 giugno 2012, indicante il suo effettivo anno di nascita (1913; le fonti avevano consistentemente indicato nel 1914).
- A Priscilla fu diagnosticato un carcinoma del polmone nel 1994. Si trasferì a Wingate Nursing Home in Andover, nel Massachusetts. Ella si trasferì per essere vicina al figlio Joe e alla sua famiglia. Morì il 4 aprile 1995, all'età di 79 anni a causa di un tumore ai polmoni e una cardiopatia cronica. Convertitasi al Cattolicesimo, la messa del suo funerale fu celebrata a St. Matthew, Windham, nel New Hampshire, e la sepoltura ebbe luogo al Cimitero nazionale di Arlington, di fianco al marito, Colonnello Joseph A. Howard, USAF, che aveva servito la sua patria per quasi quarant'anni e che era stato colà sepolto con tutti gli onori militari.

## Riferimenti culturali
- Nel 9º episodio del "Topsy Turvy World", sequenza di The Rocky and Bullwinkle Show Boris Badenov dà a Natasha Fatale tre congetture su chi vive al Polo Nord e lei da le tre risposte in una: "Santa Claus, Judge Crater e le Lane Sisters."
- Lois Lane, amica di Superman, deve il proprio nome a Lola Lane dallo scrittore Jerry Siegel.[13]
- L'indirizzo dell'ospite Lionel Twain (scritto da Truman Capote) in Murder By Death di Neil Simon è presentato su invito all'inizio del film come "22 Lola Lane".

## Filmografia
- Three Hollywood Girls (1931)
- You're Next to Closing (1939)